# Trenesha Biggers
Trenesha Biggers (Champaign, 25 de dezembro de 1981) é uma modelo e lutadora de wrestling profissional norte-americana. Trabalhou na Total Nonstop Action Wrestling com o ring name Rhaka Khan. Ela foi classificada entre as 25 melhores no WWE Diva Search de 2005 .

## Carreira no wrestling
- WWE (2006)
- Japão e Circuito independente (2006-2008)

Pro Wrestling ZERO1-MAX
Full Impact Pro
Women's Extreme Wrestling
- Total Nonstop Action Wrestling (2008-2009)
- Lucha Libre USA: Masked Warriors (2010)